# Blumenkranz

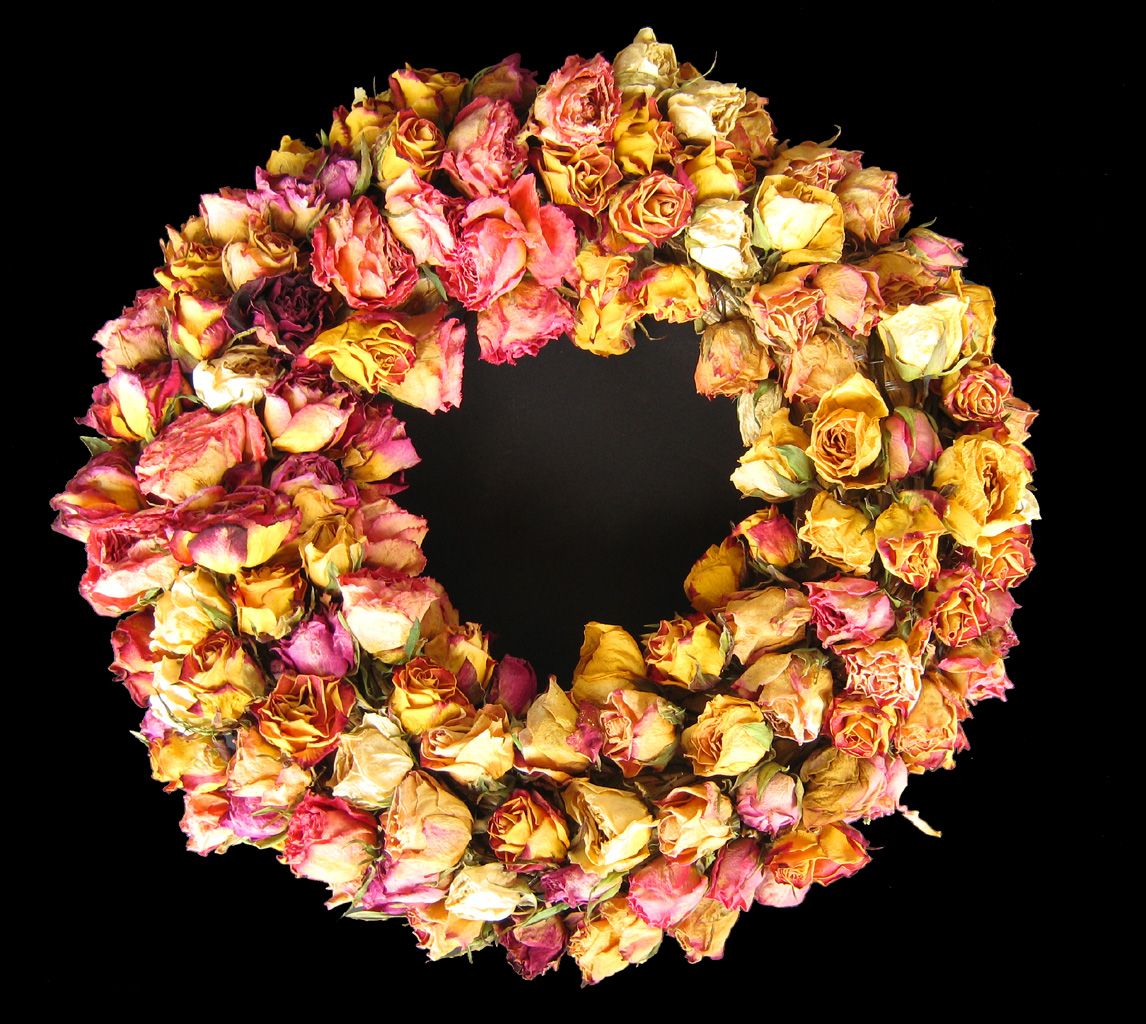
Kranz aus getrockneten Rosen

Als Blumenkranz bezeichnet man ein kranzförmiges Blumengesteck, das wahlweise als Zierde im Haus verwendet, oder als Schmuck am Körper getragen wird. Besonders die polynesischen Lei-Blumenkränze sind durch das Ritual als Begrüßungsgeschenk auf Hawaii bekannt.
Blumenkränze werden dabei in den westlichen Kulturen besonders von Frauen getragen (z. B. auch als Brautschmuck).

## Geschichte der Blumenkränze
Erste Kränze wurden bereits im 5. Jahrhundert vor Christus geflochten. Die traditionellen Lorbeerkränze etwa dienten in der griechischen Antike als Siegerkranz bei den Spielen von Delphi. Der Sieger der Olympischen Spiele erhielt einen Eichenkranz als Ehrung. Noch heute zieren Kränze als Symbol Abzeichen und Ehrenurkunden. Diese ersten Kränze wurden allerdings aus den grünen oder immergrünen Zweigen von Bäumen und nicht-blühenden Pflanzen geflochten.
Blumen als dekoratives Element flochten vor allem junge Mädchen in ihre Kränze ein. Diese wurden schon bei den Germanen zu hohen Feiertagen oder jahreszeitlichen Wechseln als Schmuck im Haar getragen. Mit der Ausbreitung des Christentums und der Zurückdrängung bzw. Umdeutung der heidnischen Feiertage ging auch die Bedeutung des Blumenkranzes in Europa wieder verloren. Das änderte sich erst nach der Französischen Revolution, als Blumenschmuck und Blumengeschenke wieder modern wurden.
Eine besondere Form des Kranzes führte der evangelisch-lutherische Theologe Johann Hinrich Wichern zu Anfang des 19. Jahrhunderts ein: Um Kindern das Warten auf Weihnachten zu erleichtern, erfand er den Adventskranz, damals noch mit 24 Kerzen geschmückt, die den Weg vom 1. Dezember bis zum Weihnachtstag symbolisierten.

## Verwendung und Bedeutung

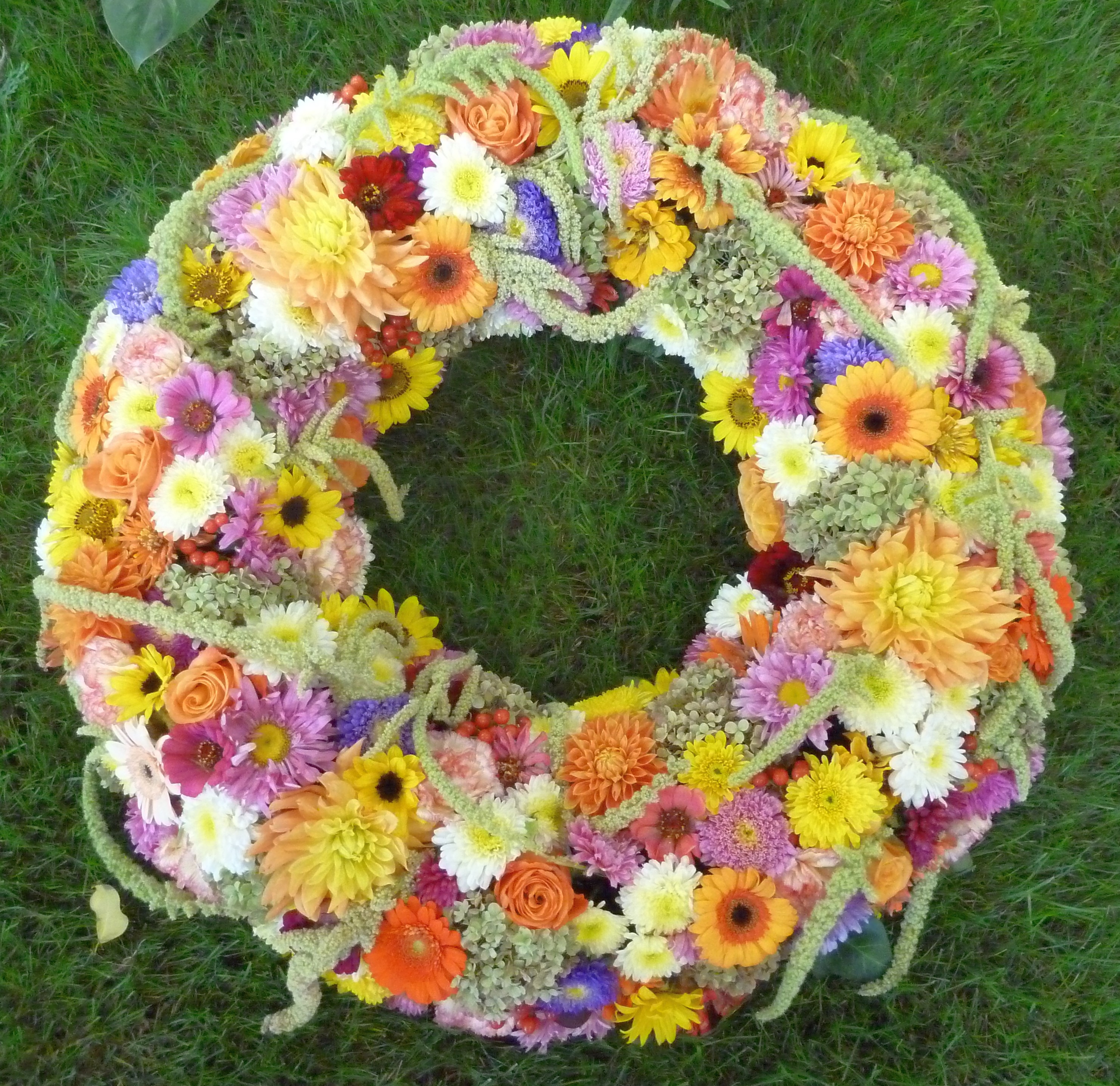
Moderner Blumenkranz auf der Bundesgartenschau 2021

Blumenkränze werden heute vor allem für zwei Zwecke verwendet: Zum einen dienen sie als dekorativer Haus- und Zimmerschmuck, so beispielsweise als Türkranz. Zum anderen schmückt er Personen, wobei ihm eine besondere Symbolkraft zukommt. Verwendung finden vor allem:
- Hochzeitskranz: Als Türschmuck vor der Haustür des Brautpaares oder im Haar der Braut drücken die Blumen Unschuld und Jugendlichkeit aus.
- Trauerkranz: Die runde Form des Kranzes ohne Ende und Anfang symbolisiert die Unendlichkeit, die grüne Farbe die Hoffnung auf ein Leben nach dem Tod und ein Wiedersehen mit den Angehörigen im Jenseits.
- Polynesische Lei-Kränze: Werden Besuchern auf Hawaii um den Hals gelegt und symbolisieren Gastfreundschaft und Vergnügen.[2]

Bei Kränzen, die als Schmuck in der Wohnung oder an Türen aufgehängt werden, unterscheidet sich die Bedeutung je nach Jahreszeit: Auch bei ihnen steht die runde Form für Unendlichkeit und den ewigen Kreislauf der Jahreszeiten. Traditionell werden sie im Herbst mit Früchten und Beeren geschmückt, um für eine reiche Ernte zu danken. Im Winter sollen immergrüne Zweige wie Eibe, Fichten, Buchsbaum, Lebensbaum und Stechpalme dem Volksglauben zufolge Dämonen und Hexen vertreiben. Misteln gelten bereits seit keltischen Zeiten als Überwinder der Dunkelheit und werden daher heute noch gerne in winterlichen Blumenkränzen verarbeitet. Dekorative, mit Blüten geschmückte Kränze begrüßen das Frühjahr und den Sommer.